# Las Marías
La municipalité de Las Marias, sur l'île de Porto Rico (Code International : PR.LM) couvre une superficie de 119 km² et regroupe 8 874 habitants en 2020.